# イソヨコバサミ
イソヨコバサミ（磯横鋏、学名: Clibanarius virescens）は、十脚目ヤドカリ科に分類されるヤドカリの一種。インド太平洋の海岸に広く分布するヤドカリで、南日本の磯ではホンヤドカリ Pagurus filholi 等と共によく見られる。
甲長15mmほどで、ヤドカリ全体では小型だが、日本産の海岸生ヤドカリとしては比較的大型である。第1胸脚の鋏脚は左右ほぼ同大で、上面が粗い棘と剛毛に覆われる。また「ヨコバサミ」（横鋏）の和名通り、鋏脚は前後ではなく左右に開閉する。眼柄は長く第1触角柄を超え、その先端の複眼は小さい。第2・第3胸脚は歩行用に長く発達するが、指節は前節より短い（指節は爪、前節は脛に相当する部分）。生体の体色は大部分が緑褐色-青緑色だが、鋏脚の鋏部分が黄色で先端が僅かに黒い。また第2・第3歩脚先端に黄色の環状の縞が2本ある。第2触角（長い鬚状の触角）は一様に青い。本種の体色は同所的に生息するホンヤドカリに似るが、鋏が左右同大でイボや毛があること、歩脚先端の黄色の縞が2本あること、触角が青いこと、かなり大型になること等で区別できる。
インド太平洋の熱帯・亜熱帯海域に広く分布する。日本では山形県・房総半島以南の暖流に面した地方で広く見られる。
外洋に面した海岸の岩礁やサンゴ礁に生息する。潮が引いた磯やサンゴ礁原ではやや低い位置のタイドプール中で他のヤドカリ類と共に見られるが、水面上の岩場に出ていることもある。本州中部から九州にかけての磯で、殻径30mmを超えるクマノコガイ、クボガイ、レイシガイ等に入ったヤドカリはたいてい本種の大型個体である。成長段階にもよるが、体に対して比較的大きめの貝殻を好み、危険を感じると素早く殻の奥まで引っ込む。また警戒心もホンヤドカリより強く、一旦殻に引っ込むとしばらく出てこない。食性は雑食性で、デトリタス、藻類、動物の死骸等を食べる。
抱卵期は4-7月で、この時期のメスは貝殻内の腹脚に卵を抱える。孵化した幼生はプランクトンとして海中をしばらく浮遊した後、岩礁海岸に定着する。

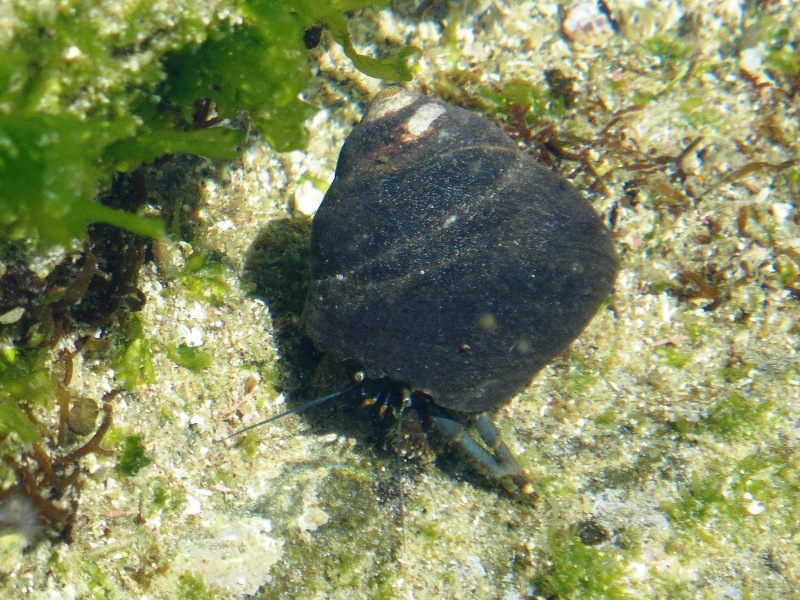
タイドプール内で活動する老成個体